# Assessor
Assessor är i Sverige en färdigutbildad domare som ännu inte har ordinarie tjänst.
Termen kommer från latin för bisittare och är en gammal ämbetsmannatitel. Titeln finns kvar som benämning på vissa jurister vid domstolar och som länsassessor som benämning för jurister vid länsstyrelserna. Titeln har också använts för ledamot av kollegialt organiserade myndigheter, vanligen domstolar. I juristkarriären vid hovrätter och kammarrätter är idag assessor karriärsteget efter fiskal. Så kallad assessorskompetens efterfrågas allmänt vid anställning som "kvalificerad jurist" såväl hos staten som hos andra arbetsgivare.
Till assessor utnämns man efter att ha tjänstgjort i minst fyra år som fiskal i hovrätt eller kammarrätt. Hovrätts- eller kammarrättsassessor tjänstgör vanligen utanför domstolen för att meritera sig ytterligare. Det kan röra sig om utredningsuppdrag inom statligt verk eller som rättssakkunnig i Regeringskansliet. Därefter kan assessorn söka en fast anställning som ordinarie domare vid tingsrätt, förvaltningsrätt, hov- eller kammarrätt.

## Svenska kyrkan
Ordinarie hovpredikanter  är idag assessorer i  Hovkonsistoriet i Stockholm.

## Evangelisk-lutherska kyrkan i Finland
I Finlands evangelisk-lutherska kyrkan är assessorerna medlemmar i domkapitlet; det finns prästassessorer och lagfarna assessorer. Den lagfarna assessorn är medlem i domkapitlet och tjänsteman. Prästassessor är en bitjänst. Prästassessorerna väljs genom val där stiftets prästeroch lektorer har rösträtt. Tillsammans med de övriga medlemmarna i domkapitlet sköter assessorerna den kyrkliga administrationen och verksamheten i stiftet samt behandlar andra frågor som rör stiftsförvaltningen.

## Danmark
I Danmark är en politiassessor en åklagare, motsvarande en svensk kammaråklagare.